# Indomasonaphis inulae
Indomasonaphis inulae är en insektsart som först beskrevs av Ghosh, A.K. och D.N. Raychaudhuri 1972.  Indomasonaphis inulae ingår i släktet Indomasonaphis och familjen långrörsbladlöss. Inga underarter finns listade i Catalogue of Life.